# Epimecia nelvai
Epimecia nelvai là một loài bướm đêm trong họ Noctuidae.